# .nu
.nu es el dominio de nivel superior geográfico (ccTLD) para Niue.